# 氨甲西平
氨甲西平（也译为：阿美西平）是一种有机化合物，化学式为C18H20N2，属于三环类抗抑郁药（TCA），从未上市。